# ビリー・シン
ウィリアム・エドワード “ビリー”・シン（William Edward "Billy" Sing, 1886年 - 1943年5月19日）は、オーストラリアの軍人、狙撃手。
第一次世界大戦中のガリポリ戦線におけるANZAC（アンザック）のエーススナイパーとして知られ、西部戦線で活躍したカナダ陸軍のフランシス・ペガァマガボウと共に並び称される第一次大戦最高の狙撃手の一人。公式確認戦果として150名のオスマン帝国兵を射殺したことから、ガリポリの暗殺者（Assassin of Gallipoli）の異名を持つ。イギリス陸軍功労賞 (DCM) 及びベルギー戦功十字章 (Belgian Croix de guerre) を受勲、最終階級は二等兵。

## 入軍以前
1886年、クイーンズランド州クレアモントで、上海出身の中国系移民ジョン・シンと英国ストラトフォード出身のインド系移民メアリー・アン・シン（旧姓：ピュー）の間に生まれる。幼少の頃より家業の牧場を手伝いながら育つことで、馬の扱いと害獣駆除を兼ねた狩猟に長じるようになった。特にカンガルーハンターとしての狙撃の才能に優れており、クレアモント近郊にあるプロサーパインという町の射撃同好会プロサーパイン・ライフル・クラブ (Proserpine Rifle Club) のメンバーとなってライフルと散弾銃の扱いに習熟したという。これらの経験が後の大戦で大いに役立つこととなる。

## 第一次世界大戦
1914年8月に第一次世界大戦が勃発すると、独立間もないオーストラリアは旧宗主国であり軍事統帥権を所有していた英国に随って即座に参戦を表明したが、常備軍の戦力すら乏しかったことから新設の義勇軍としてオーストラリア帝国軍（"Australian Imperial Force"、略称AIF。後に第二次大戦に参加したものと区別するために First Australian Imperial Force、第一次オーストラリア帝国軍とも呼ばれる）の創設を決定した。このAIFにはシンを含む数多くの若者が参加を希望、入隊受付が滞るほどであったと言われるが、これはその当時戦争は年内に終わるという楽観説が支配的だったこと、AIFの給与水準が世界最高レベルだったこと（徴兵されたイギリス軍兵士の約1.5倍）などがその原因である。このためシン達AIF兵たちは "six bob a day tourists"（1日6シリングの旅行者）と呼ばれた。
大戦勃発から2ヶ月後の1914年10月24日、シンはオーストラリア帝国軍第5軽騎兵連隊に二等兵として配属された。この際、後にシンのスポッターを務める事となるアイオン・アイドリースも同じ時期に入隊していたとされる。ブリスベンに召集されたシンは簡単な訓練を受けた後、英国軍による本格的な訓練を受けるべくエジプトに向けて出航する。現地到着後の12月20日、シンは第5軽騎兵連隊A中隊に配属され、実戦に向けて訓練の日々を送ることとなった。
ピラミッドを臨む砂漠での訓練を重ねていたシン達第5軽騎兵連隊は、1915年5月16日、ガリポリ上陸作戦（ダーダネルス作戦）でのANZAC軍の損害増加に対する補充としてついにダーダネルス海峡、ガリポリ半島の戦場に投入された。4月25日の作戦開始以来、非常な苦戦を強いられ続ける英仏豪新連合軍だったが、これは臨時の志願兵がその大半を占めるという性質から来る訓練の不足や指揮系統の欠如に加え、半島のオスマン帝国軍を指揮するムスタファ・ケマルの卓越した防御戦術によるところが大きかった。両軍共に長距離重砲撃力が不足していた事も手伝って、ケマルの敷いた縦深かつ接近した塹壕線（しかも陣地の大半が高地を占めていた）は押し寄せる連合軍の白兵突破をことごとく跳ね返し、戦況は帝国軍の思惑通り海岸線付近での膠着状態に陥っていた。しかし、塹壕戦によるこの膠着状態こそが、シン等ANZAC軍とオスマン帝国軍双方の狙撃手たちの能力を最大限発揮できる格好の舞台となる。

## “畏るべきアブデュル”
上陸した連合軍は塹壕線で足止めされ、弱兵と軽んじていたはずの“ベドウィン”（英国軍がトルコ兵に付けた蔑称）の射撃に曝されて多大な損害を受けていた。トルコ人スナイパーたちの狙撃銃の大半はドイツ軍から供給されたスコープ未装備のGew98a等だったとされるが、彼らは貧弱な装備を射手の技量と高地の利、そして強靭な意志で補い、経験不足な連合軍の兵士が塹壕から無防備に姿を晒す瞬間を見逃さず、その精確かつ無慈悲な射撃で次々に仕留めたのである。対する連合軍首脳部も、自軍兵士に相次ぐ死傷者のうちに頭部創傷の占める割合の高さに着目して優秀な敵狙撃兵の存在に気付き、これに対抗すべくANZAC軍はシンをはじめとしたベテランのハンターたちを臨時の狙撃兵として前線各所に配置した。これによりスターリングラード攻防戦と並ぶ史上屈指の“狙撃手の天国”がガリポリ半島の塹壕線を舞台に誕生したのである。
チャタム駐屯地付近の攻撃陣地に派遣されたシンは、アイオン・“ジャック”・アイドリースと“勇者”トム・シーハンという観測手（無論彼ら自身も優れた狙撃手であった）をパートナーに、一躍その勇名をダーダネルス海峡に轟かせ始めた。シンら狩猟経験者にとって、『“獲物”が姿を見せるまでひたすら身を潜めて待ち、一瞬の好機を逃さずに一撃で仕留める』という対抗狙撃戦はまさに“狩り”そのものであったという。生来のハンターであったシンは支給された.303口径のショート・マガジン・リー・エンフィールド（SMLE）No.1-MkIIIを手にその狙撃技術を駆使して、1日に9名もの帝国兵を射殺するなど次々に戦果を上げ、瞬く間に“ガリポリの暗殺者”の異名を頂くANZACのエーススナイパーの座に上り詰めることとなった。
シンの狙撃を恐れたオスマン帝国軍は、自軍の狙撃兵の中でも特に腕利きの男達をチャタム駐屯地付近に派遣してシンに対抗した。まず最初の対決は8月、シンとシーハンが狙撃用陣地において狙撃に遭い、2人とも負傷して戦線を一時離脱することで帝国軍が先手を取った。このトルコ人狙撃手の名前や来歴は伝わっていないがその腕前は精確で、彼の発射した銃弾はシーハンの構えていた測距用双眼鏡のレンズを貫通してその破片でシーハンの両手を傷付け、その瞬間に運良く双眼鏡を眼から外していたシーハンの口から入って頬を撃ち抜き、威力を減じながらもそのままシンの右肩に当たって2人を負傷させた。これによりシーハンは戦場を離れて帰国することとなり、シン自身も約1週間の治療を余儀なくされた。
傷を癒して戦場に復帰したシンは狙撃を再開、再び多くのオスマン帝国兵を射殺したが、これによって新たな凄腕のトルコ人狙撃手がチャタム駐屯地付近の戦場に送り込まれた。後に捕虜となったトルコ兵の証言や遺留された日記の翻訳等からその存在が明らかとなる、オスマン帝国軍最高と謳われたスナイパー“畏るべきアブデュル”（Abdul the Terrible）である。
その狙撃の技量を称え、時のスルタンから勲章を与えられたほどの狙撃手であったアブデュルは、シン只一人を倒すべく、まず法医学的なアプローチからシンを追い始めた。帝国軍の死傷者のうち、シンによる狙撃と思われるもののデータを収集し、その瞬間の証言を集め、可能な限り正確にその状況を再現することで、ついにはシンの射撃位置を特定することに成功したのである。シンはその狙撃の腕前から来る過信ゆえか、狙撃位置を変えないという致命的なミスを犯していた。それはチャタム駐屯地の外れにある丘陵地帯の一角にある小高い丘の上に掘られた狙撃用陣地であった。アブデュルは夜陰に紛れてその丘を見渡せる位置に狙撃用塹壕を造り、ひたすらシンが姿を現すのを待ち続けた。その陣地には他のANZAC狙撃兵が現れることもあったが、アブデュルはそれらすべてを無視してシンのみを追い求めたという。そして対決の日は訪れた。
ある朝、シンは新たな観測手を伴っていつもの狙撃陣地に赴き、射撃の準備を始めた。この時シンにとって幸運だったのは、観測手がシンの獲物を求めて双眼鏡を覗き始めてすぐに敵の狙撃手の姿に気付いたことであった。その狙撃手こそが即ち“畏るべきアブデュル”だったのである。報告を受けたシンはすぐさま射撃体勢に入ると、素早く、しかし慎重にSMLEの狙いを定めて一弾を放った。その弾丸は、待ちに待った獲物であるシンを狙撃しようと、まさにその時狙撃銃を構えたアブデュルの眉間に命中していたという。この闘いは後にオーストラリアの作家ブライアン・テートによって『ブリスベン・クーリア・メール』誌に発表され、シンは第一次大戦における伝説のひとつとなった。
アブデュルを倒した後の帝国軍のシンへの対抗策は、新たな狙撃手の派遣ではなくなった。帝国軍はシンの狙撃を確認すると、そこに向けて重砲撃を即座に要請したのである。最初の砲撃はシンの潜む陣地の至近に着弾し、シンと観測手が大急ぎで避難して数秒後、陣地は次弾を受けて跡形も無く粉砕されたという。

## 転戦
シンはその後も狙撃を続け、1915年10月23日にはウィリアム・バードウッド将軍から個人感状を贈られたが、この際一つの逸話が残されている。この表彰の際のシンの狙撃数は公式記録では150名とされているが、実際にシンを表彰したバードウッド将軍が認めた“スコア”は201名となっていたのである。あまりにも多くの敵兵を射殺したシンのスコアに疑心暗鬼だった軍首脳部は、シンの戦果確認を“部隊付軍曹か士官以上の者が確認した場合に限る”としたのである。しかしこれはあまりにも現実離れした方法であり、現実的には多くの場合で近くで戦っていた一般兵士たちの戦果確認しか取れなかったため、この時期のシンのスコアは大幅に割り引かれて記録されることとなっていた。シンの同僚たちからもこの処置にはかなりの非難が送られたため、首脳部はやむを得ず戦果確認の限定を排除した上での折衷案として、「公式記録150名、ただし201名射殺として表彰」という奇妙な処置を採ったのだと言われている。無論この201名という数値も相当割り引かれた数値であることはほぼ間違いなく、実際の戦果としてはおよそ250名前後のトルコ兵を射殺しているのではないかと考えられる。
12月、連合軍司令部はガリポリ半島からの撤退を開始したため、シンたちANZAC軍も約1万1千人の死者と2万5千人の負傷者という損害を残し、エジプトで部隊の再編成と再訓練を行うべくダーダネルス海峡を後にした。明けて1916年1月、シンはエジプトでガリポリ戦線の戦功を称えられ、連合軍指揮官であったイアン・ハミルトン卿から柏葉敢闘章（Mentioned in Despatches）を贈られている。さらに同年3月10日にはヴィクトリア十字勲章に次ぐ英国第2位の勲章であるイギリス陸軍功労賞 (Distinguished Conduct Medal) を受賞した。
エジプトでの訓練の後、6月にイギリス本土に向けて出発したシン等第5軽騎兵連隊は、8月にオーストラリア軍第31歩兵大隊に編入され、西部戦線の主戦場たるフランスとベルギーでドイツ軍を相手に戦闘を繰り広げることとなった。しかしガリポリでの負傷が再発していたシンは、フランスに到着後約19ヶ月もの間戦線離脱を余儀なくされる。この療養期、シンは旅行先のスコットランドで、海軍のコックの娘でウェートレスを務めていたエリザベス・ステュアートという21歳の女性と出会う。翌1917年6月、2人はエディンバラで結婚式を挙げた。
人生の伴侶を得た幸せに浸る間もなく、シンは戦線に復帰することとなった。既に戦闘は小火器による歩兵突撃よりも重砲の撃合いがその主役となりつつあったが、シンはその流れの中でも小隊長として部隊を率いて多くの戦闘に参加し、主に対抗狙撃戦でその技量を発揮して活躍したという。特に1917年9月、第3次イープル会戦（パッシェンデールの戦い）中のポリゴンの森争奪戦において、深い森の中での待ち伏せで豪州軍に多大な被害を与えていた独軍スナイパーを排除すべく、対抗狙撃戦の指揮を執った際の活躍は特筆すべきもので、これによりシンは翌年初頭にベルギー戦功十字章 (Belgian Croix de guerre) を受勲している。
その後もいくつかの戦闘で活躍したシンは、1918年7月、本国へ戻る輸送船の護衛潜水艦の乗組員として欧州を離れ、故郷オーストラリアへと帰還することとなった。クレアモントを旅立ってから約4年間のシンの軍歴はここに終わりを迎えた。

## 戦後
エリザベスを伴ってプロサーパインに戻ったシンは名士として盛大な歓迎で迎えられた。それは駅から町役場までマーチングバンドを引き連れた大パレードだったという。しかしそのわずか数年後、田舎暮らしに耐え切れなくなったエリザベスはシンを残して姿を消し、シンの人生に陰りが見え始める。
戦時中の蓄えも乏しくなったシンは、職を求めてミクレア金鉱の鉱区に居を移し、過酷な肉体労働にその日々を費やすこととなった。戦中の古傷もあってか、この金鉱での労働はシンの体を徐々に蝕み、満足に働くことが出来なくなったシンは貧困に窮し、暮らし良いと思われたブリスベンに移り住む。しかしここでもシンに与えられた職は肉体労働がほとんどで、金鉱時代に仲間だったジョー・テイラーの助けを借りながら細々と暮らしていたものの、1943年5月19日、ブリスベン市内ウェストエンド、モンタギュー通り304号の板葺きの粗末な小屋で、貧困に塗れたまま大動脈瘤破裂により57歳でこの世を去った。看取る者は誰一人としてない孤独な死だったという。
その死後に残っていたものは、わずか6ポンド10シリングと8ペンスの現金、そしてかつては英雄と呼ばれた狙撃手の終の棲家となった粗末な小屋のみであった。